# Sybra breuningi
Sybra breuningi là một loài bọ cánh cứng trong họ Cerambycidae.